# ماندئا
ماندئا (به لاتین: Manda) یک منطقهٔ مسکونی در بنگلادش است که در ناحیه نوگان واقع شده‌است. ماندئا ۳۷۵٫۹۴ کیلومتر مربع مساحت و ۳۶۳٬۸۵۸ نفر جمعیت دارد.